# ケイ酸物放散虫
ケイ酸物放散虫（silica radiolarians）とは、クロミスタ界（chromista）リザリア亜界(rhizaria)放散虫門（radiozoa）ポリキスティナ綱(polycystina)の微生物のことである。

## 概要
ポリキスティナ綱の放散虫は二酸化ケイ素の骨格を持ち、現在まで約8000種が知られており、その多くは球のような骨格を持っているが、ナッセラリア目は、骨格が円錐形である。アカンタリア綱と同様に、ポリキスティナ綱の放散虫の体内に藻類を共生させている種が存在している。放散虫は培養が難しいため、まだ多くのことが解明されていない。